# Coppa CEDEAO 1983
La Coppa CEDEAO 1983 (1983 CEDEAO Cup) fu la prima edizione della Coppa CEDEAO, competizione calcistica per nazione organizzata dalla Comunità economica degli Stati dell'Africa occidentale (CEDEAO). La competizione si svolse in Costa d'Avorio dal 15 dicembre al 20 dicembre 1983 e vide la partecipazione di quattro squadre: Costa d'Avorio, Mali, Nigeria e Togo.

## Formula
- Qualificazioni

Costa d'Avorio (come paese ospitante) è qualificato direttamente alla fase finale. Rimangono 12 squadre per 3 posti disponibili per la fase finale: le qualificazioni si dividono in due turni.
Primo Turno - 12 squadre, giocano partite di andata e ritorno. Le vincenti accedono al secondo turno..
Secondo Turno - 6 squadre, giocano partite di andata e ritorno. Le vincenti si qualificano alla fase finale.
- Fase finale

Fase a eliminazione diretta - 4 squadre, giocano partite di sola andata. La vincente si laurea campione CEDEAO.

## Squadre partecipanti
| Pr. | Squadra        | Data di qualificazione certa | Partecipante in quanto                                         | Partecipazioni precedenti al torneo | Ultima presenza |
| --- | -------------- | ---------------------------- | -------------------------------------------------------------- | ----------------------------------- | --------------- |
| 1   | Costa d'Avorio | -                            | Rappresentativa della nazione organizzatrice della fase finale | -                                   | Esordiente      |
| 2   | Mali           | 17 luglio 1983               | Vincente del Secondo Turno di qualificazione                   | -                                   | Esordiente      |
| 3   | Togo           | 12 agosto 1983               | Vincente del Secondo Turno di qualificazione                   | -                                   | Esordiente      |
| 4   | Nigeria        | 19 novembre 1983             | Vincente del Secondo Turno di qualificazione                   | -                                   | Esordiente      |

Nella sezione "partecipazioni precedenti al torneo", le date in grassetto indicano che la nazione ha vinto quella edizione del torneo, mentre le date in corsivo indicano la nazione ospitante.

## Fase finale

### Fase a eliminazione diretta

#### Tabellone
|  | Semifinali     | Semifinali     | Semifinali |      |                | Finale          | Finale          | Finale          |  |
|  |                |                |            |      |                |                 |                 |                 |  |
|  | Costa d'Avorio | Costa d'Avorio | 1          |      |                |                 |                 |                 |  |
|  | Costa d'Avorio | Costa d'Avorio | 1          |      |                |                 |                 |                 |  |
|  | Mali           | Mali           | 1          |      |                |                 |                 |                 |  |
|  | Mali           | Mali           | 1          |      | Costa d'Avorio | Costa d'Avorio  | 1               |                 |  |
|  |                |                |            |      | Costa d'Avorio | Costa d'Avorio  | 1               |                 |  |
|  |                |                | Togo       | Togo | 0              |                 |                 |                 |  |
|  | Togo           | Togo           | Togo       | Togo | 0              | 5               |                 |                 |  |
|  | Togo           | Togo           |            |      |                | 5               |                 |                 |  |
|  | Nigeria        | Nigeria        | 2          |      |                | Finale 3º posto | Finale 3º posto | Finale 3º posto |  |
|  | Nigeria        | Nigeria        | 2          |      |                |                 |                 |                 |  |
|  |                |                |            |      |                |                 |                 |                 |  |
|  |                |                |            |      |                | Mali            | Mali            | 0 (5)           |  |
|  |                |                |            |      |                | Mali            | Mali            | 0 (5)           |  |
|  |                |                |            |      |                | Nigeria         | Nigeria         | 0 (4)           |  |

#### Semifinali
| Abidjan 15 dicembre 1983                 | Costa d'Avorio   | 1 – 1 (d.t.s.) | Mali |  |
| \| \| \| \| \| \| Tiri di rigore – \| \| |                  |                |      |  |
|                                          |                  |                |      |  |
|                                          | Tiri di rigore – |                |      |  |

NB: Costa d'Avorio vince ai calci di rigore, ma il risultato non è noto.
| Abidjan 16 dicembre 1983 | Togo | 5 – 2 | Nigeria |  |

#### Finale 3º posto
| Abidjan 18 dicembre 1983                     | Mali                 | 1 – 0 | Nigeria |  |
| \| \| \| \| \| \| Tiri di rigore 5 – 4 \| \| |                      |       |         |  |
|                                              |                      |       |         |  |
|                                              | Tiri di rigore 5 – 4 |       |         |  |

#### Finale
| Abidjan 18 dicembre 1983 | Costa d'Avorio | – | Togo |  |

NB: partita abbandonata al 105' sul risultato di 2-1.

#### Ripetizione della finale
| Abidjan 20 dicembre 1983 | Costa d'Avorio | 1 – 0 | Togo |  |